# Музей бетону

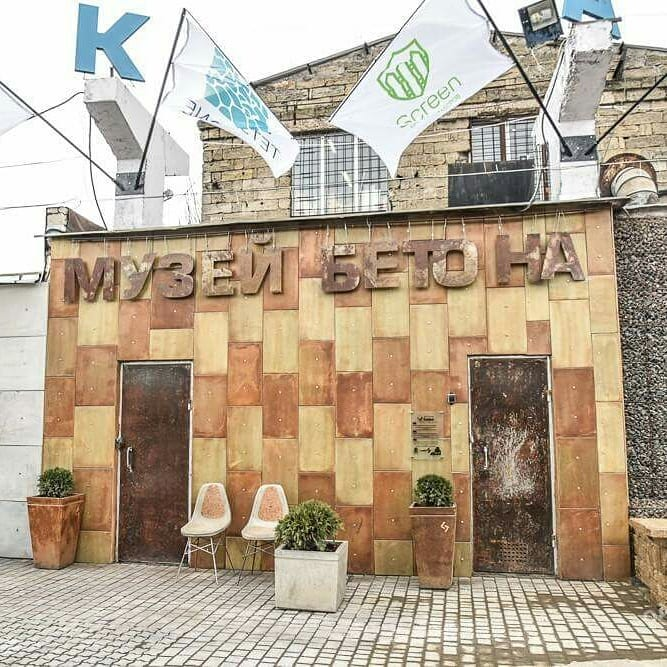
Музей бетону: головний вхід

Музей бетону — перший в Україні музей, присвячений бетону. Розташований музей в місті Одеса на території підприємства, що випускає будівельні матеріали. Відкриття музею відбулося 5 грудня 2017 року. На момент відкриття були організовані дві тематичні зали. У січні 2018 року були додані два приміщення. На травень 2018 рік колекція музею налічувала вже близько 2500 експонатів, які безпосередньо пов'язані з бетоном і технологією його виробництва. 

## Оформлення
Перше приміщення займає експозиція про історію появи бетону, його розвитком як будівельного матеріалу від технік Стародавнього Риму до стеклобетону. Окремо представлений широкий асортимент реагентів, які використовуються при сучасному виробництві бетонних виробів: гидрофобізуючі добавки, пластифікатори і т.д.

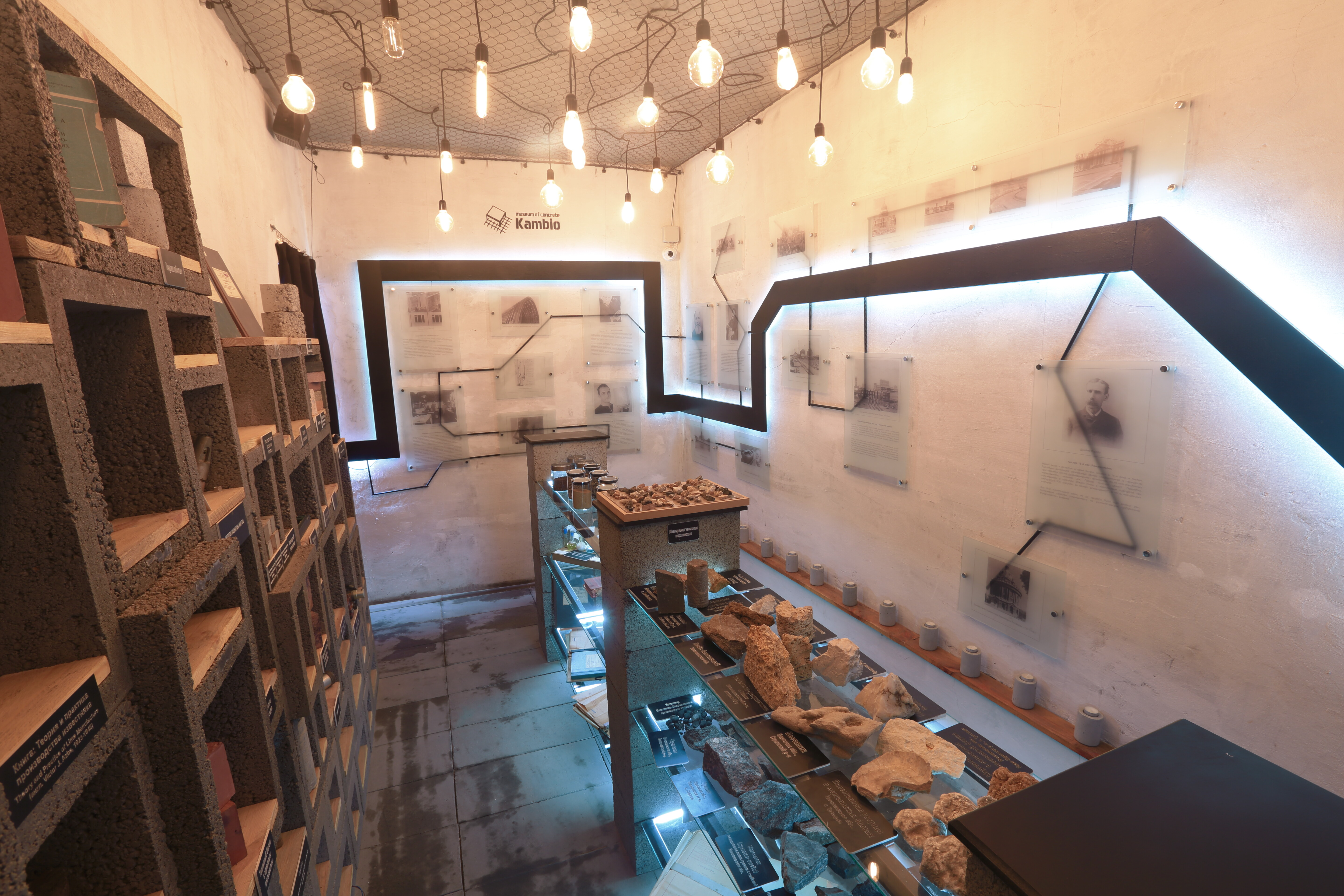
Музей бетону: перша зала

Друга зала відтворює атмосферу часів СРСР і демонструє умови роботи інженера промислового підприємстві з виробництва ЗБВ. В залі так само представлена технічна бібліотека з будівельної тематики і залізобетонних виробів.

## Інтерактивний зал
Зал містить інтерактивні стенди будівельної тематики, пов'язані, наприклад, з виробництвом і складуванням залізобетонних панелей, які використовувалися при будівництві будинків хрущовского будівництва. 

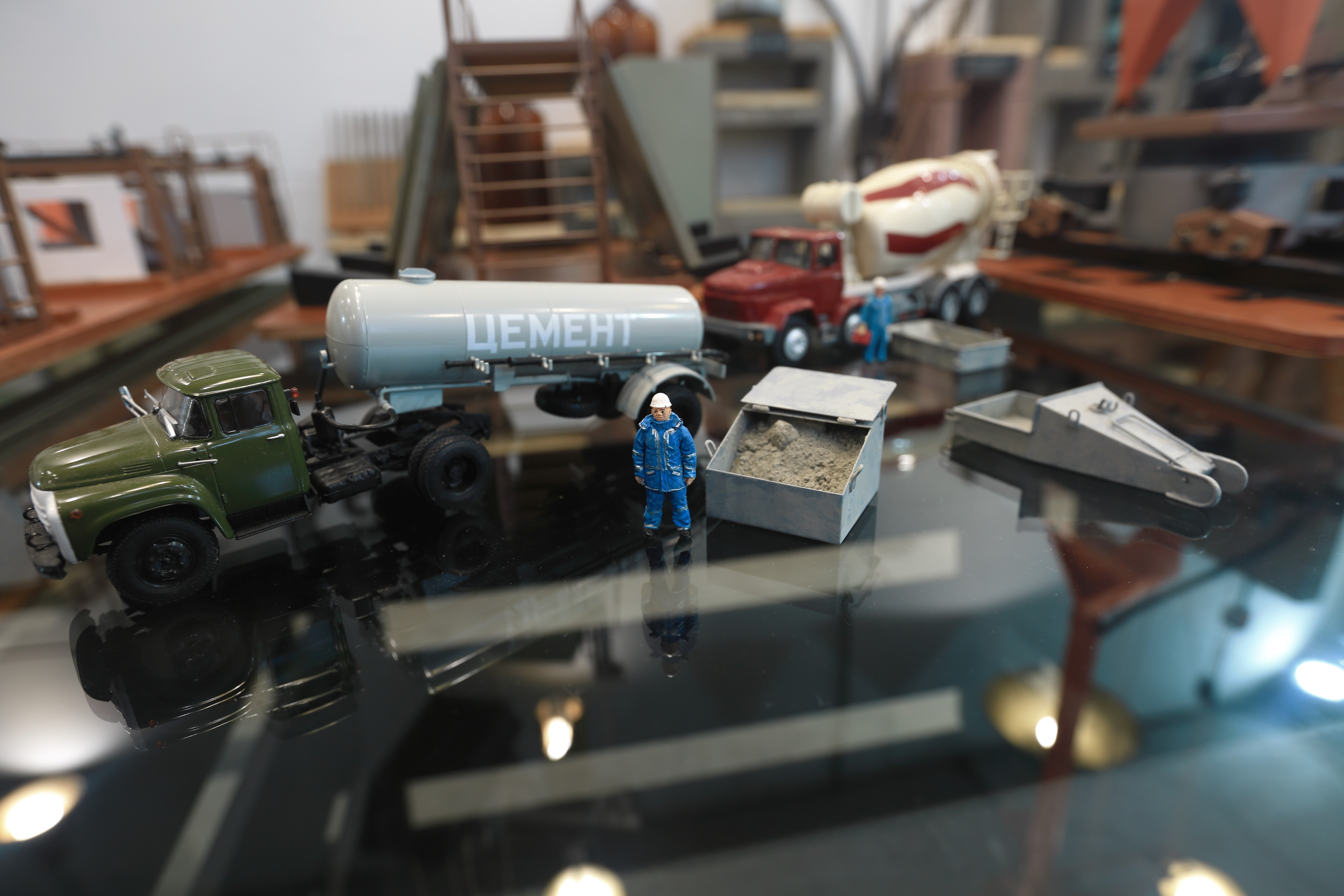
Експонати музею бетону